# Plestiodon tunganus
Espèce
Synonymes
- Eumeces tunganus Stejneger, 1924

Plestiodon tunganus est une espèce de sauriens de la famille des Scincidae.

## Répartition
Cette espèce est endémique de l'Ouest du Sichuan en République populaire de Chine.

## Publication originale
- Stejneger, 1924 : A new Chinese lizard of the genus Eumeces. Journal of the Washington Academy of Sciences, vol. 14, no 16, p. 383-384 (texte intégral).